# Gare de Keisei Yawata
La gare de Keisei Yawata (京成八幡駅, Keisei-Yawata-eki) est une gare ferroviaire située à Ichikawa, dans la préfecture de Chiba au Japon. Cette gare est exploitée par la compagnie Keisei.

## Situation ferroviaire
La gare de Keisei Yawata est située au point kilométrique (PK) 19,1 de la ligne principale Keisei.

## Historique
La gare a été inaugurée le 3 novembre 1915 sous le nom de gare de Shin-Yawata. La gare est renommée Keisei Yawata en 1942.

## Service des voyageurs

### Accueil
La gare dispose d'un bâtiment voyageurs, avec guichets, ouvert tous les jours.

### Desserte
- Ligne principale Keisei :
  - voie 1 : direction Aoto (interconnexion avec la ligne Keisei Oshiage pour Oshiage) et Keisei Ueno
  - voie 2 : direction Keisei Chiba et aéroport de Narita

### Intermodalité
La gare de Motoyawata (lignes Chūō-Sōbu et Shinjuku) est située à proximité de la gare.